# Gyémántmadárfélék
A gyémántmadárfélék (Pardalotidae) a madarak osztályának verébalakúak (Passeriformes) rendjébe tartozó család.

## Rendszerezés
A családba az alábbi nem és 4 faj tartozik:
- Pardalotus Vieillot, 1816 
  - parti gyémántmadár (Pardalotus punctatus)
  - tasmaniai gyémántmadár (Pardalotus quadragintus)
  - vöröshomlokú gyémántmadár (Pardalotus rubricatus)
  - csíkosfejű gyémántmadár (Pardalotus striatus)